# Campeonato Asiático de Luge
O Campeonato Asiático de Luge, é um evento anual realizado pela Federação Internacional de Luge (FIL) desde 2015.

## Cidades-sede
| Ano  | Cidade    |
| ---- | --------- |
| 2015 | Nagano    |
| 2016 | Nagano    |
| 2017 | Altenberg |

## Individual Masculino

### Classe A
| Evento         | Ouro                  | Prata              | Bronze             |
| -------------- | --------------------- | ------------------ | ------------------ |
| Nagano 2015    | JPN Kanayama Hidenari | IND Keshavan Shiva | KOR Kim Dong-Hyung |
| Nagano 2016    | IND Keshavan Shiva    | JPN Tanaka Shohei  | TPE Lien Te-An     |
| Altenberg 2017 | IND Shiva Keshavan    | TPE Lien Te-An     | KOR Kang Doung-Kyu |

### Classe B
| Evento      | Ouro               | Prata                | Bronze             |
| ----------- | ------------------ | -------------------- | ------------------ |
| Nagano 2015 | JPN Tanaka Shohei  | TPE Chiang Chun-Hung | JPN Azuma Shunsuke |
| Nagano 2016 | TPE Chen Wen-Chang | TPE Zhang Wei-Da     | JPN Ishikawa Sota  |

### Classe C
| Evento      | Ouro                    | Prata            | Bronze              |
| ----------- | ----------------------- | ---------------- | ------------------- |
| Nagano 2016 | AUS Christopher Humphis | TPE Lin Ssu-Ting | AUS Jasmine Collier |

## Individual Feminino

### Classe A
| Evento         | Ouro               | Prata                     | Bronze         |
| -------------- | ------------------ | ------------------------- | -------------- |
| Nagano 2015    | KOR Choi Eunju     | KOR Sung Eun-Ryung        | —              |
| Altenberg 2017 | KOR Sung Eun-Ryung | KAZ Anastassiya Bogacheva | KOR Choi Eunju |

### Classe B
| Evento      | Ouro             | Prata           | Bronze            |
| ----------- | ---------------- | --------------- | ----------------- |
| Nagano 2015 | KOR Jung Hye-Sun | JPN Niino Saiki | JPN Ishikama Yuki |
| Nagano 2016 | TPE Lin Sin-Rong | TPE Lin Jr-Yun  | JPN Otaka Yui     |

## Duplas
| Evento         | Ouro                                       | Prata                                             | Bronze |
| -------------- | ------------------------------------------ | ------------------------------------------------- | ------ |
| Nagano 2015    | Park Jin-yong Cho Jung-myung Coreia do Sul | —                                                 | —      |
| Altenberg 2017 | Park Jin-yong Cho Jung-myung Coreia do Sul | Roman Yefremov · Denis Tatyanchenko · Cazaquistão | —      |

## Quadro de medalhas
| Ordem | País          |   |   |   |   |
| 1     | Coreia do Sul | 5 | 1 | 3 | 9 |
| 2     | Taipé Chinesa | 2 | 5 | 1 | 8 |
| 3     | Japão         | 2 | 2 | 4 | 8 |
| 4     | Índia         | 2 | 1 |   | 3 |
| 5     | Austrália     | 1 |   | 1 | 2 |
| 6     | Cazaquistão   |   | 2 |   | 2 |